# Chromosom
Niektóre z zamieszczonych tu informacji wymagają weryfikacji.
Dokładniejsze informacje o tym, co należy poprawić, być może znajdują się w dyskusji tego artykułu.
 Po wyeliminowaniu niedoskonałości należy usunąć szablon [[Szablon:Dopracować|]] z tego artykułu.

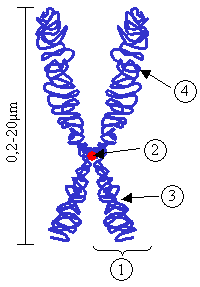
Chromosom submetacentryczny:
1 – chromatyda,
2 – centromer – miejsce złączenia dwóch chromatyd,
3 – ramię krótkie,
4 – ramię długie

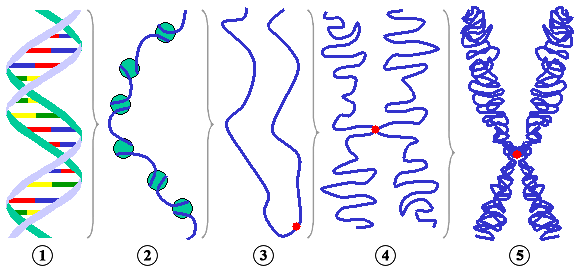
Kolejne stopnie upakowania materiału genetycznego

Chromosom – forma organizacji materiału genetycznego wewnątrz komórki. Nazwa pochodzi z języka greckiego, gdzie χρῶμα (chroma, kolor) i σῶμα (soma, ciało). Chromosomy rozróżniano poprzez wybarwienie. Pierwszy raz terminu tego użył Heinrich Wilhelm Waldeyer w roku 1888.

## Budowa
Chromosomy występują w formie mikroskopijnej struktury, najlepiej widocznej w metafazie podziału komórkowego, kiedy to są najbardziej skondensowane. Chromosomy eukariontów są zbudowane z dwóch siostrzanych chromatyd, połączonych w jednym punkcie centromerem (wyjątkiem są chromosomy powstałe po pęknięciu centromeru w trakcie podziału jądra komórkowego – pod koniec metafazy). Każda z chromatyd utworzona jest z jednej liniowej podwójnej helisy DNA. U organizmów prokariotycznych chromosom stanowi jedna, zwykle kolista, podwójna nić DNA. Zarówno u prokariontów, jak i eukariontów, chromosomowy DNA związany jest w kompleksy z białkami histonowymi lub histonopodobnymi (u prokariontów). W komórkach organizmów prokariotycznych i niektórych eukariotycznych (drożdże, pierwotniaki) występują również nieosłonięte, koliste DNA, zwane plazmidami.
U organizmów eukariotycznych chromosomy z obu stron zakończone są powtarzającą się sekwencją nukleotydów tworzących telomer. Skracanie telomerów podczas podziałów komórki być może prowadzi do starzenia się komórki.
Na chromosomach zawierających geny kodujące rRNA występują trabanty (satelity) zawierające DNA pozwalające na odtworzenie jąderka po podziale komórki. Satelitarne DNA uczestniczy również w stabilizacji chromosomów oraz w koniugacji i crossing-over.
Locus to miejsce w chromosomie, gdzie zlokalizowany jest dany gen.
Struktura chromosomu nie jest niezmienna, podlega on bowiem zmianom zwanym mutacjami. Mutacje dotyczące bezpośrednio chromosomów to aberracje chromosomowe lub mutacje genomowe.
Chromosomy dzielą się na autosomy – zawiadujące dziedziczeniem cech niesprzężonych z płcią, oraz chromosomy płciowe – czyli allosomy lub heterosomy, których obecność przejawia się u konkretnej płci i w wielu przypadkach determinuje ją.
Ze względu na położenie centromeru wyróżnia się chromosomy:
- metacentryczne
- submetacentryczne
- akrocentryczne
- telocentryczne

## Identyfikacja chromosomów
W celu dokładnego określenia każdej pary chromosomowej w grupie badanej, należy na początku oczyścić preparat z zanieczyszczeń białkowych za pomocą trypsyny. Następnie stosuje się tzw. odczynnik Giemsy, który zabarwia chromosomy tworząc charakterystyczne dla każdego z nich sekwencje prążków. Metoda ta została zatwierdzona na Konferencji Paryskiej w 1972 roku.

## Liczba chromosomów
Liczba chromosomów u różnych gatunków może być różna – od pojedynczych par (u samców Myrmecia pilosula występuje jeden chromosom, samica tego gatunku ma dwa chromosomy) aż do kilkuset par, ale zazwyczaj wynosi kilka do kilkudziesięciu par (4 pary u muszki owocowej, 20 par u myszy, 23 pary u człowieka, 24 pary u szympansa, 39 u psa), najwięcej chromosomów (wśród roślin) – 1260 stwierdzono u nasięźrzału Ophioglossum reticulatum). Aulacantha scolymantha ma około 2000 chromosomów. W procesie ewolucji liczba chromosomów może ulec zmianie na skutek mutacji, tak jak w przypadku chromosomu 2 u człowieka, o którym uważa się, że powstał poprzez połączenie dwóch chromosomów małp człekokształtnych.
Komórki mogą być:
- haploidalne – zawierać pojedynczą kopię każdego z autosomów oraz kopie allosomów (chromosomów płciowych) własnej płci.
- diploidalne – zawierać podwójną kopię każdego z autosomów oraz kopie allosomów własnej płci.
- poliploidalne – jeśli garnitur chromosomowy jest zwielokrotniony ponad dwukrotnie.

U gatunków rozmnażających się bezpłciowo każda komórka organizmu ma tę samą liczbę chromosomów.
Komórki niehaploidalne posiadają chromosomy homologiczne, które zawierają te same geny, jednak mogą zawierać różne allele. U gatunków rozmnażających się płciowo występują komórki zarówno haplo- jak i diploidalne. W przypadku wielu organizmów, w tym zdecydowanej większości kręgowców, liczba chromosomów w komórkach somatycznych jest dwa razy większa (diploidalna) niż w gametach (haploidalna). Do powstania haploidalnych gamet dochodzi w wyniku mejozy. Podział komórek somatycznych (diploidach) zachodzi na drodze mitozy, w której najpierw dochodzi do podwojenia materiału genetycznego.
W przypadku innych organizmów, takich jak np. rośliny lądowe, występuje przemiana pokoleń – pokolenie haploidalne występuje po pokoleniu diploidalnym. Są one przeważnie bardzo od siebie odmienne. Taki sposób przemiany pokoleń nazywa się cyklem rozwojowym z mejozą postgamiczną.
Innym przypadkiem są błonkówki, u których samice są diploidalne, a samce haploidalne.

## Chromosomy człowieka
W prawidłowym kariotypie człowieka występują 22 pary autosomów i 1 para chromosomów płciowych (u kobiet złożona z dwóch chromosomów X, natomiast u mężczyzn z chromosomu X i chromosomu Y). Ponadto w mitochondriach komórek ludzkich znajduje się DNA mitochondrialny. Mutacje genomowe prowadzą do powstawania aberracji chromosomowych, które wywołują zaburzenia genetyczne lub zespoły chorobowe, takie jak zespół Downa, zespół Turnera, zespół Klinefeltera i inne. Na przykład osoby z zespołem Downa posiadają dodatkowy chromosom 21 pary. Wszystkie ludzkie chromosomy zostały zsekwencjonowane w ramach projektu poznania ludzkiego genomu.
| Chromosom     | Liczba genów | Wielkość w parach zasad | Poznane zasady† |
| ------------- | ------------ | ----------------------- | --------------- |
| Chromosom 1   | 2968         | 245 203 898             | 218 712 898     |
| Chromosom 2   | 2288         | 243 315 028             | 237 043 673     |
| Chromosom 3   | 2032         | 199 411 731             | 193 607 218     |
| Chromosom 4   | 1297         | 191 610 523             | 186 580 523     |
| Chromosom 5   | 1643         | 180 967 295             | 177 524 972     |
| Chromosom 6   | 1963         | 170 740 541             | 166 880 540     |
| Chromosom 7   | 1443         | 158 431 299             | 154 546 299     |
| Chromosom 8   | 1127         | 145 908 738             | 141 694 337     |
| Chromosom 9   | 1299         | 134 505 819             | 115 187 714     |
| Chromosom 10  | 1440         | 135 480 874             | 130 710 865     |
| Chromosom 11  | 2093         | 134 978 784             | 130 709 420     |
| Chromosom 12  | 1652         | 133 464 434             | 129 328 332     |
| Chromosom 13  | 748          | 114 151 656             | 95 511 656      |
| Chromosom 14  | 1098         | 105 311 216             | 87 191 216      |
| Chromosom 15  | 1122         | 100 114 055             | 81 117 055      |
| Chromosom 16  | 1098         | 89 995 999              | 79 890 791      |
| Chromosom 17  | 1576         | 81 691 216              | 77 480 855      |
| Chromosom 18  | 766          | 77 753 510              | 74 534 531      |
| Chromosom 19  | 1454         | 63 790 860              | 55 780 860      |
| Chromosom 20  | 927          | 63 644 868              | 59 424 990      |
| Chromosom 21  | 303          | 46 976 537              | 33 924 742      |
| Chromosom 22  | 288          | 49 476 972              | 34 352 051      |
| Chromosom X   | 1184         | 152 634 166             | 147 686 664     |
| Chromosom Y   | 231          | 50 961 097              | 22 761 097      |
| nieprzypisane | ?            | 25 263 157              | 25 062 835      |

- † Projekt poznania ludzkiego genomu miał na celu zsekwencjonowanie tylko euchromatyny. Nie poznano dokładnej sekwencji heterochromatyny[9].